# Mainvillers
Mainvillers je francouzská obec v departementu Moselle v regionu Grand Est. Žije zde 322 obyvatel.

## Geografie

### Sousední obce
| Růžice kompasu | Hémilly  | Elvange     | Créhange    | Růžice kompasu |
| Růžice kompasu | Arriance | Sever       | Faulquemont | Růžice kompasu |
| Růžice kompasu | Arriance | Mainvillers | Faulquemont | Růžice kompasu |
| Růžice kompasu | Arriance | Jih         | Faulquemont | Růžice kompasu |
| Růžice kompasu |          | Many        | Thicourt    | Růžice kompasu |